# Sparrows
Sparrows (originaltitel: Þrestir) är en isländsk dramafilm från 2015 i regi av Rúnar Rúnarsson. Den handlar om en 16-årig pojke som flyttar från sin mor i Reykjavik till sin far på den isländska landsbygden. Filmen är en utveckling av Rúnarssons kortfilm Småfåglar från 2008, där Atli Óskar Fjalarsson också spelade rollen som Ari. Dock har rollen som Lára tagits över av Rakel Björk Björnsdóttir från Hera Hilmar som spelade rollen i original kortfilmen. 
Filmen hade världspremiär vid Toronto International Film Festival 2015. Den vann Guldsnäckan för Bästa film vid filmfestivalen i San Sebastián 2015 och FIPRESCI-priset vid Göteborg Film Festival 2016. Den nominerades även till Nordiska rådets filmpris 2016.

## Rollista (i urval)
- Atli Óskar Fjalarsson – Ari
- Ingvar Eggert Sigurðsson – Gunnar, Aris pappa
- Kristbjörg Kjeld – Farmor
- Rakel Björk Björnsdóttir – Lára
- Rade Šerbedžija – Tomislav
- Valgeir Hrafn Skagfjörð – Bassi